# مقتل دنيز بويراز
في 17 يونيو 2021، قُتلت دنيز بويراز، وهي عضو تبلغ من العمر 38 عامًا من حزب الشعوب الديمقراطي في مقر الحزب في كوناك بإزمير الذي كان تحت مراقبة الشرطة.

## الخلفية
غالبًا ما اتهمت الحكومة التركية حزب الشعوب الديمقراطي بأنه علاقاتٌ تنظيمية مع حزب العمال الكردستاني، حيث وصف الرئيس التركي رجب طيب أردوغان سياسيي حزب الشعوب الديمقراطي بالإرهابيين. تم تنفيذ الهجوم في نفس الوقت الذي تم فيه تهديد حزب الشعوب الديمقراطي بقضية إغلاق. أراد المهاجم قتل مسلحي حزب العمال الكردستاني منذ شهور واكتشف موقع مقر حزب الشعوب الديمقراطي في يناير 2021 وبقي في فنادق بالقرب من المبنى قبل الهجوم في مايو 2021، اشترى بندقية روجر التي استخدمها أثناء الهجوم.

## القتل
دخل المهاجم مقر الحزب في ساعات الصباح،  افترض مكتب المحافظين أن المهاجم أطلق النار على بويراز في حوالي 11:05 صباحًا، بينما ذكر النائب عن حزب الشعوب الديمقراطي من إزمير سيربيل كمالباي أن إطلاق النار وقع في الساعة 11:50 صباحًا. كانت دنيز بويراز تغطي نوبة عمل لوالدتها، التي خضعت لعملية جراحية مؤخرًا. لقد حمل المهاجم معه مسدس روجر، الذي احتوى على عشر رصاصات، وأطلق النار أيضًا على صورة نائبة حزب الشعوب الديمقراطي المسجونة سيباهات تونجيل. يذكر تقرير التشريح أن بويراز أصيبت بعدة رصاصات من سلاح ناري. وبحسب كمال باي، وقع الاعتداء بينما كانت الشرطة خارج مقر الحزب. حاول المهاجم إشعال النار في المبنى قبل أن يقتل المهاجم بويراز.

### المهاجم
وبحسب المعلومات الواردة من السلطات التركية، فإن القاتل عامل صحي سابق. لقد نشر المهاجم عدة صور له على وسائل التواصل الاجتماعي شوهد فيها وهو يحمل أسلحة أثناء تواجده في عدة مدن سورية، أبرزها منبج وحلب. كما شوهد في الصور وهو يؤدي علامة تنظيم الذئاب الرمادية اليمينية المتطرفة، والمرتبط بشكل وثيق بحزب الحركة القومية. بعد إلقاء القبض على المهاجم، زعم أنه لم يكن منتسبًا إلى أي مجموعة وأنه أطلق النار بشكل عشوائي في المبنى. كما ألقى باللوم على كراهيته لحزب العمال الكردستاني في الهجوم، وقال إنه كان سيقتل المزيد لو كانوا في المبنى.

### الضحية
كانت دنيز بويراز امرأة كردية من عائلة ماردين. كان لديها ثمانية أشقاء، وقد عملت كموظفة في حوب الشعوب الديمقراطي.

### العواقب
لم تسمح السلطات التركية لمسؤولي حزب الشعوب الديمقراطي وأقارب بويراز برؤيتها. تم نقل جثة بويراز إلى مؤسسة الطب الشرعي لتشريحها ومن هناك إلى مديرية المقبرة في تيبيك. تم تنظيم مسيرة لإدانة الهجوم في إسطنبول في نفس يوم مقتلها.

## الدفن
تم إحضار نعش بويراز من مديرية المقبرة في تيبيك برفقة حشود إلى منزل عائلة بويراز في حي باغكويو. ومن هناك توجه الموكب إلى مسجد كاديفاكال حيث أقيمت مراسم الجنازة. وفي وقت لاحق من نفس اليوم، دفنت في مقبرة في بوكا. خاطب الرئيسان المشاركان لحزب الشعوب الديمقراطي ميثات سنكار وبروين بولدان الحشود في الجنازة. لدينيز بويراز ثلاثة أشقاء مسجونين سُمح لاثنان منهم أيضًا بحضور الجنازة.

## ردود الأفعال
ألقى حزب الشعوب الديمقراطي في بيان حزبي اللوم على الحكومة التركية ووزارة الداخلية بقيادة حزب العدالة والتنمية في الهجوم على مبنى الحزب. أعلن الرئيس المشارك لحزب الشعوب الديمقراطي ميثات سنكار أنه تم إلغاء اجتماع لأربعين مشاركًا قبل الهجوم. تساءل حزب العمال التركي اليساري بمعرفة من لديه السلطة للسماح للمهاجم بتنفيذ مثل هذا الهجوم. ألقت ميرال دانيش بشتاش باللوم في الهجوم على حقيقة أن المهاجمين السابقين تلقوا عقوبات مخففة مثل المكافآت. ألقت العديد من الأحزاب اليسارية مثل حزب إعادة التأسيس الاشتراكي باللوم على تحالف حزب العدالة والتنمية وحزب الحركة القومية في البيئة المعادية التي وجد حزب الشعوب الديمقراطي نفسه فيها. لقد أدان كل من: الرئيس التركي رجب طيب أردوغان، وميرال أكشنر من حزب الخير، وكمال قلجدار أوغلي من حزب الشعب الجمهوري، والسياسي البارز السابق في حزب العدالة والتنمية والرئيس الحالي لحزب الديمقراطية والتقدم علي باباجان الهجوم.